# Mellah

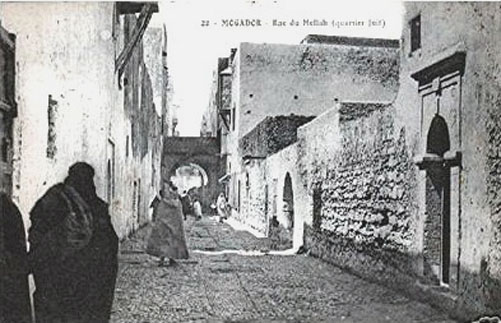
Una strada del mellah di Essaouira, 1920.

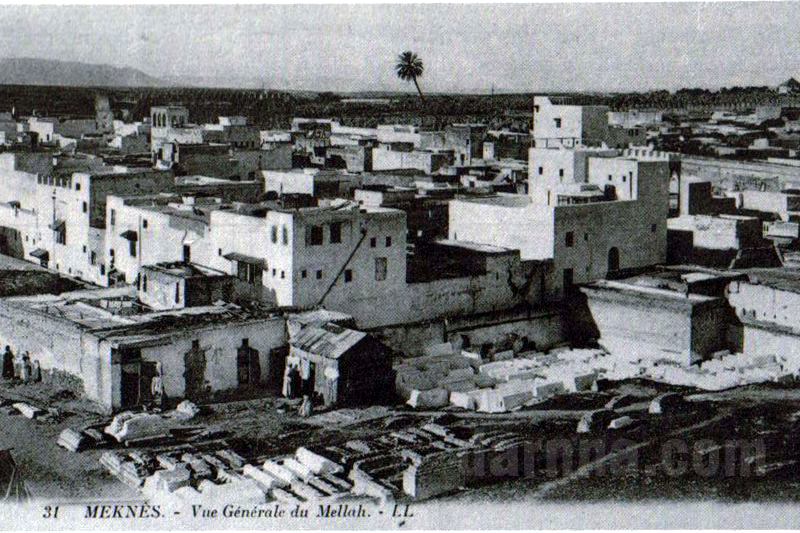
Mellah di Meknès, 1930.

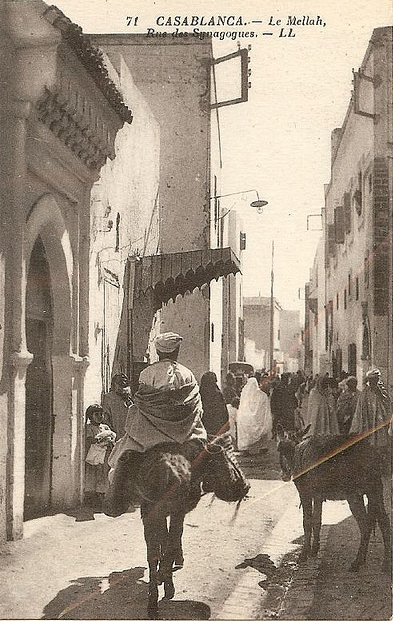
Uno scorcio del mellah di Casablanca, 1900.

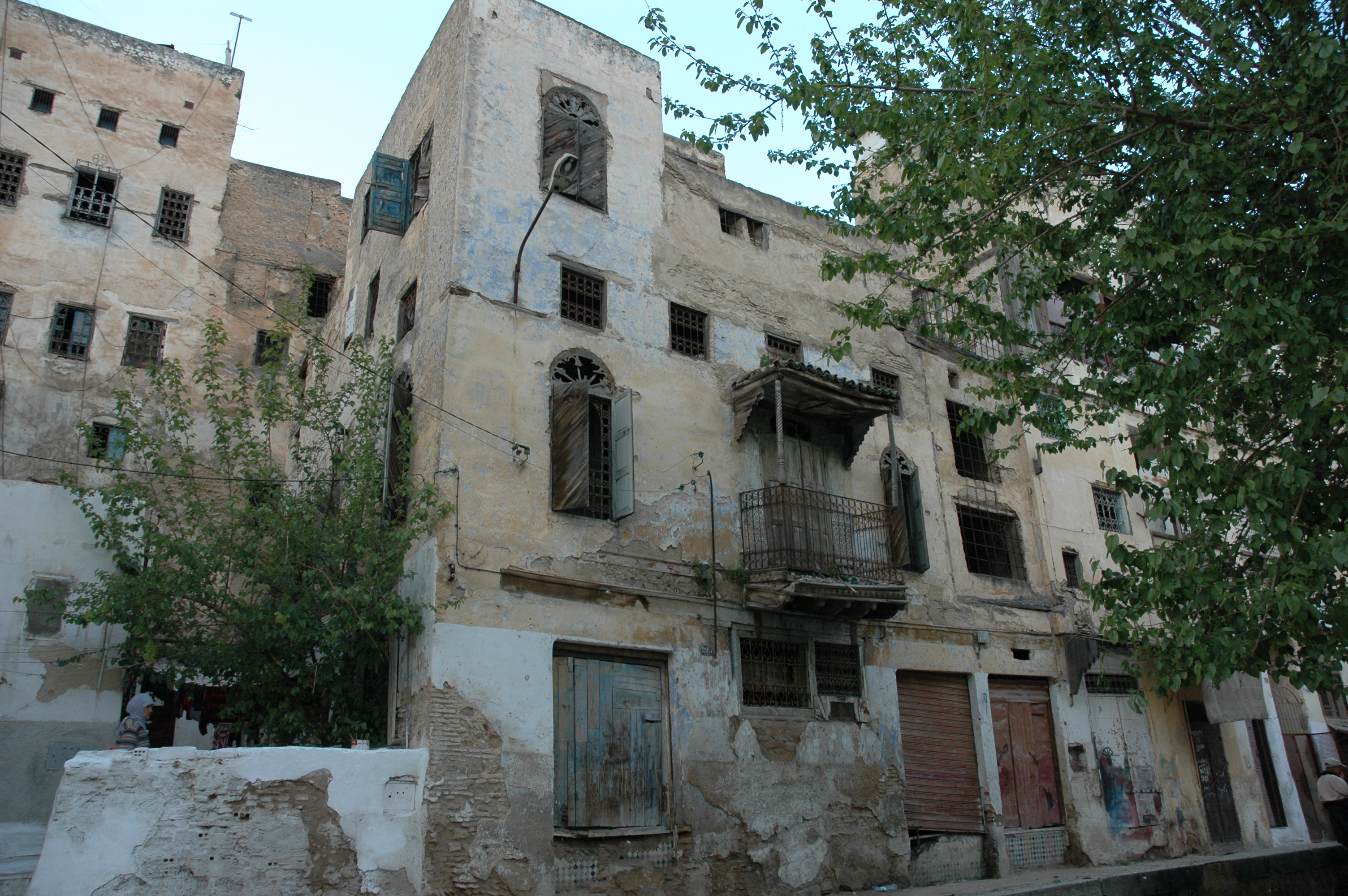
La casa del rabbino nel mellah di Fès.

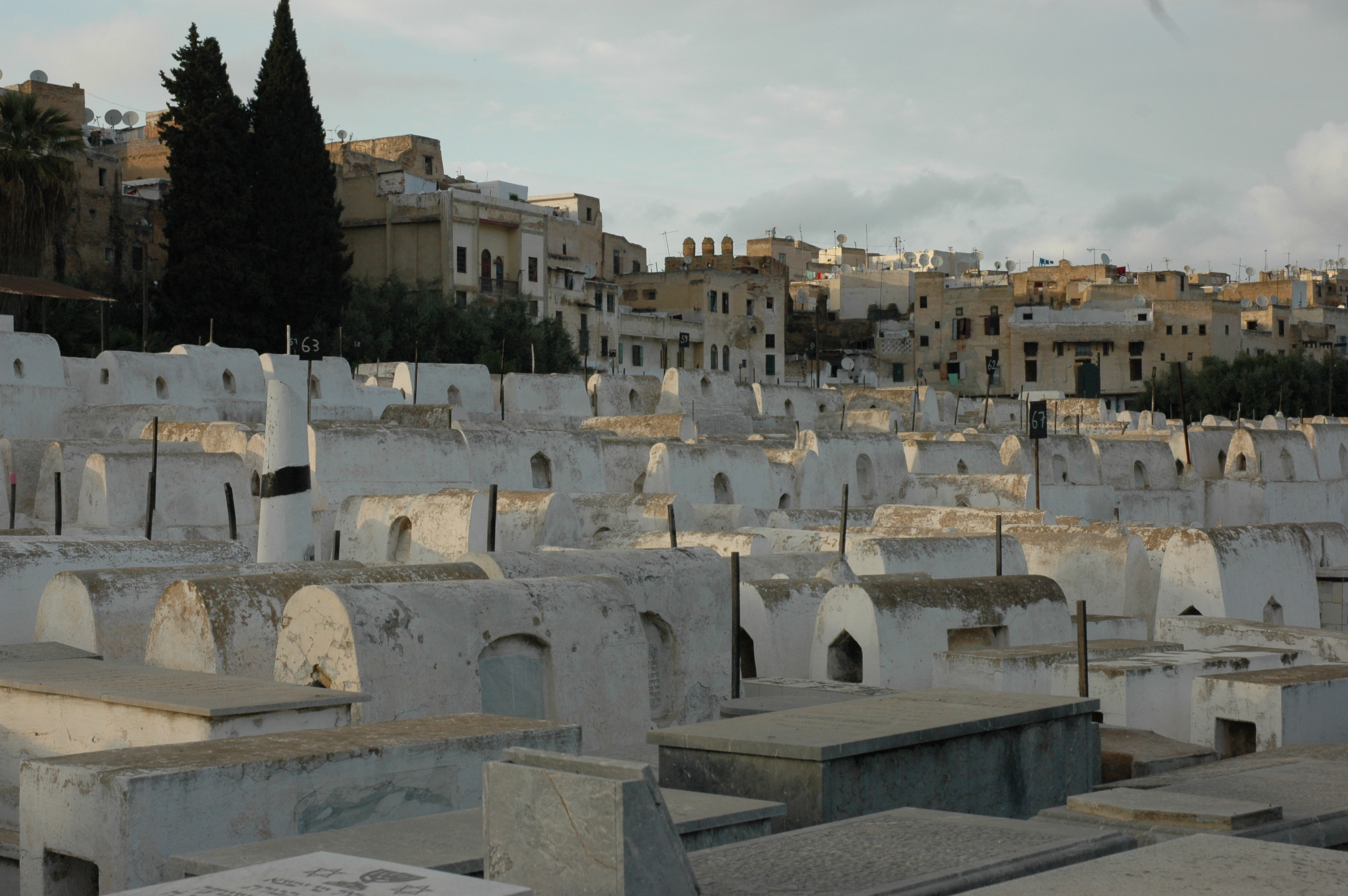
Cimitero ebraico nel mellah di Fès.

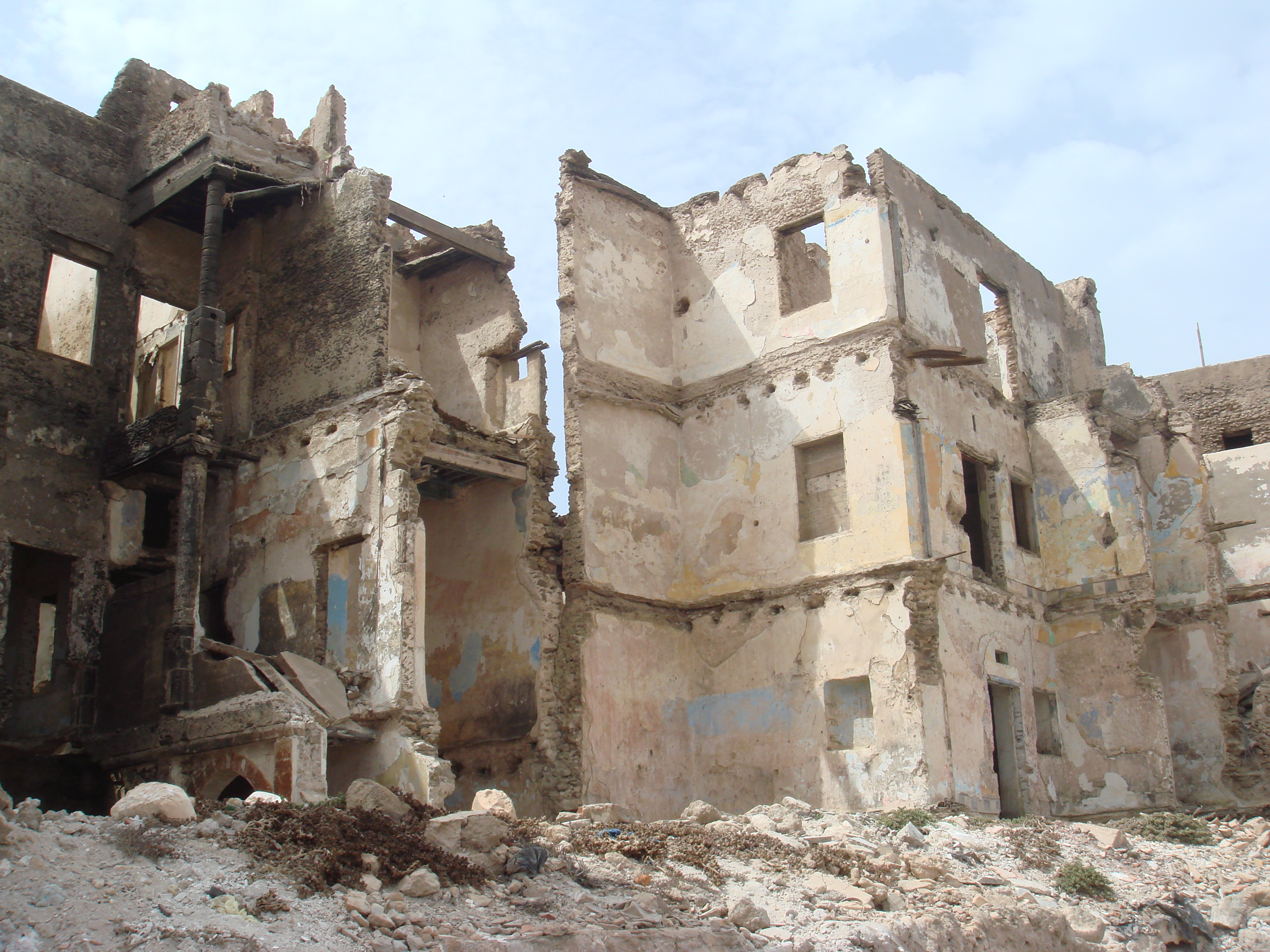
Rovine nel mellah di Essaouira.

Un mellah (in arabo الملاّح, probabilmente da ملح, "sale") è un quartiere ebraico recintato da mura in una città del Marocco, analogo ad un ghetto europeo. La popolazione ebraica visse confinata nelle mellah marocchine dal XV secolo fino all'inizio del XIX secolo.
Il mellah era circondato da mura e vi si accedeva da una porta fortificata. Di solito, il quartiere ebraico era situato vicino al palazzo reale, residenza del governatore, per proteggere gli abitanti della mellah dalle periodiche rivolte. Invece le mellah rurali erano villaggi separati abitati esclusivamente da ebrei.

## Storia

### XV secolo
Il primo mellah fu stabilito nella città di Fès nel 1438. Nella prima metà del XIV secolo, i Merinidi fondarono, accanto a Fès, la città di Hims, che fu originariamente destinata agli arcieri e alla milizia cristiana. Nel 1438 gli ebrei furono condotti dalla parte vecchia di Fes a Hims, che era stata costruita in un luogo noto con il nome di al-Mallah, "la zona salata". Il termine passò quindi ad indicare il quartiere ebraico di altre città marocchine. Inizialmente, non vi era nulla di offensivo nel termine: alcuni documenti impiegano l'espressione "mellah dei musulmani", e il quartiere ebraico ospitava abitazioni ampie e splendide che erano la residenza favorita di "agenti e ambasciatori dei principi stranieri". Successivamente tuttavia l'etimologia popolare spiegò la parola mellah come "terra salata, maledetta" o un luogo dove gli ebrei "salavano le teste dei ribelli decapitati”.
Il 14 maggio 1465 ci fu il pogrom più sanguinoso della storia del Marocco, migliaia di ebrei della città di Fès furono uccisi dai ribelli che scacciarono la dinastia dei Merinidi. La causa immediata della violenza antisemita era la nomina dell'ebreo Aaron ben Batash alla carica di visir.

### Secoli XVI-XVIII
Per un lungo periodo il mellah di Fès rimase l'unico, solo nella seconda metà del XVI secolo (verso il 1557) il termine mellah comparve a Marrakech, con l'insediamento in città di gruppi di ebrei e assimilati provenienti dall'Atlante e dalla città di Aghmat, che aveva un'antica comunità ebraica. Un francese prigioniero in Marocco dal 1670 al 1681 scrisse: "A Fez e a Marrakesh, gli ebrei sono divisi dal resto degli abitanti, hanno i loro quartieri separati, circondati da mura le cui porte sono sorvegliate da uomini nominati dal re... Nelle altre città, sono mescolati ai Mori." Nel 1791, un viaggiatore europeo descrisse la mellah di Marrakech: "Ha due grandi porte, che sono serrate ogni sera alle nove, dopodiché non si permette a nessuno di entrare o di uscire...fino...al mattino seguente. Gli ebrei hanno un proprio mercato...". Solo nel 1682 un terzo mellah fu fondato a Meknès, la nuova capitale del sultano Mulay Ismail.

### XIX secolo
All'inizio del XIX secolo, attorno al 1807, il sultano Mulay Sulayman obbligò gli ebrei a trasferirsi nei mellah delle città della regione costiera (Rabat, Salé, Mogador e Tétouan). I nuovi quartieri ebraici furono chiamati ovunque mellah eccetto che a Tétouan, dove si adottò il termine spagnolo judería. A Salé, il nuovo quartiere ebraico era una lunga strada con un totale di duecento case, venti negozi e bancarelle, due fornaci e due mulini. Nel 1865, la mellah di Mogador, divenuta sovraffollata, fu autorizzata ad estendersi.
Alla fine del secolo e nei primi decenni del XX secolo, ebrei facoltosi iniziarono a stabilirsi nei quartieri nuovi (Villes nouvelles) progettati secondo i dettami dell'urbanistica europea, lasciando nei mellah solo gli anziani e i poveri.

### Dal XX secolo
Dopo la fondazione dello Stato moderno di Israele, nel 1948, la maggior parte degli ebrei marocchini sono emigrati, incoraggiati dall'Agenzia ebraica. Di conseguenza oggi i mellah sono abitati da musulmani e gli ebrei rimasti si sono trasferiti nei quartieri moderni delle città marocchine.
La descrizione di un mellah in un porto del Golfo Persico, nel corso di un viaggio in Cina attribuito a "Giacobbe di Ancona" e che si sarebbe svolto nel 1271, pubblicato da David Selbourne nel 1997 con il titolo di "The City of Light", fu identificato come un evidente anacronismo dalla reazione critica al libro, che lo giudicava un falso.